# 中国人民解放军陆军政治工作部文工团
中国人民解放军陆军政治工作部文工团，位于北京市石景山区八大处甲1号。是中国人民解放军陆军政治工作部直属单位。

## 沿革
1937年8月，聂荣臻率八路军115师一部挺进敌后，建立了中国共产党领导的首个敌后抗日根据地晋察冀边区。同年12月12日，在聂荣臻、舒同等领导人的关心下，晋察冀军区政治部宣传队在河北省阜平县一所小学里成立，并定名为“抗敌剧社”。抗敌剧社最早的班底是5位井冈山时期的红军宣传员。1938年9月，抗敌剧社曾到山西省五台县松岩口村为庆祝白求恩创建的模范医院成立举办演出。1949年8月，抗敌剧社更名为华北军区政治部文工团。1955年5月，正式命名为北京军区政治部战友文工团。
2004年，由同属北京军区政治部的战友歌舞团、战友话剧团、战友京剧团、电视艺术中心及文学美术创作室合并成立新的北京军区政治部战友文工团，定编100人。到2012年时，战友文工团已发展到400多人，成为集话剧团、舞剧团、京剧团、歌舞团、曲艺团、合唱团、爱乐乐团、创作中心、电视艺术中心、舞美设计制作中心为一体的军队文艺团体。
在深化国防和军队改革中，2016年以北京军区政治部战友文工团为基础，组建中国人民解放军陆军政治工作部文工团。
2018年9月10日，根据中央军事委员会整编命令，中国人民解放军陆军政治工作部文工团建制撤销，除少数人员分流至中国人民解放军文化艺术中心文艺部外，所属现役军人全部退役、文职人员全部解聘。

## 历任领导
| 抗敌剧社社长 - 杨克武（1937年12月—1938年8月，晋察冀军区政治部宣传队队长） - 白瑞林（1938年8月—1939年，晋察冀军区政治部宣传队队长） - 白瑞林（1939年—1942年，抗敌剧社社长） - 丁里（1942年—1949年7月，抗敌剧社社长） | 抗敌剧社指导员 - 丁明（1939年—1941年） - 刘肖芜（1941年—1942年） - 刘佳（1942年11月—1946年） - 徐守恒（1946年—1949年，协理员） |

| 华北军区政治部文工团团长 - 丁里（1949年7月—？） - 刘佳（？—？） - 张非（？—1955年） | 华北军区政治部文工团政治委员 - 管平（1949年7月—1955年） |

| 北京军区政治部战友文工团团长 - 张非 上校（1955年—？） - 晨耕（1958年—？） …… - 唐江（？—？） …… - 王晓岭（？—2006年） - 刘斌（2006年—2014年） - 李劲（2014年—2016年） | 北京军区政治部战友文工团政治委员 - 管平（1955年—？） - 王引龙（？—1963年） - 王前 大校（1963年—？） …… - 华江（？—？） …… - 蔡三强（？—？） - 赵宪志（？—2014年） - 黄景海（2014年—2016年） |

| 中国人民解放军陆军政治工作部文工团团长 - 李劲（2016年—2018年9月10日） | 中国人民解放军陆军政治工作部文工团政治委员 - 黄景海（2016年—2018年9月10日） |

## 代表剧目
北京军区政治部战友文工团代表剧目
- 大型声乐套曲《长征组歌》、大型舞剧《雁翎队》、大型歌舞《风从太行来》、大型场馆歌舞与士兵演练《七彩沙盘》[1]
- 歌曲《真是乐死人》、《我和班长》、《学习雷锋好榜样》、《马儿，你慢些走》、《众丁浇开幸福花》、《看见你们格外亲》、《歌唱光荣的八大员》、《老房东查铺》、《一壶水》、《祖国一片新面貌》、《远方书信乘风来》、《走上练兵场》、《八一军旗高高飘扬》、《十五的月亮》、《当兵的人》、《一二三四歌》、《东西南北兵》、《什么也不说》、《珠穆朗玛》[1]
- 舞蹈《行军路上》、《草原女民兵》、《囚歌》、《军中骄子》、《走跑跳》[1]
- 器乐曲《子弟兵和老百姓》、《金珠玛米赞》、《长征奏鸣曲》[1]

中国人民解放军陆军政治工作部文工团代表剧目

## 优秀人才
北京军区政治部战友文工团人才
张非、晨耕、王佩之、丁平、生茂、唐诃、李遇秋、王竹林、王引龙、管平、刘薇、洪源、石祥、唐江、黄伯寿、汪兆雄、张旭、梁文绾、华超、马国光、贾世骏、王秀芬、杨文涛、许讲德、王复先、樊跃、高元钧、刘洪滨、刘学智、白奉林、牛群、周继勋、马玉涛、耿莲凤、马子跃、刘斌、于文华、赵明、杨屹、陈树林、李立山、王晓岭、臧云飞、刘世新、郭鼎立、甲丁、张迈、于乃久、李晖、麦穗、张大伟、宗晓琳、庄巧益、东方、桐瑶、李雪。
中国人民解放军陆军政治工作部文工团人才